# Лозовата (село)
Лозовата — село в Україні, у Теплицькій селищній громаді Гайсинського району Вінницької області. Населення становить 173 осіб.

## Історія
З 7 березня 1923 у складі Красносільського району.
19 листопада 1924 після розформування Красносільського району перейшло до Теплицького району.
12 червня 2020 року, відповідно розпорядження Кабінету Міністрів України № 707-р «Про визначення адміністративних центрів та затвердження територій територіальних громад Вінницької області», село увійшло до складу Теплицької селищної громади.
19 липня 2020 року, в результаті адміністративно-територіальної реформи і ліквідації Теплицького району, село увійшло до складу Гайсинського району.

## Населення

### Мова
Розподіл населення за рідною мовою за даними :
| Мова            | Кількість | Відсоток |
| --------------- | --------- | -------- |
| українська      | 162       | 93.64%   |
| російська       | 4         | 2.31%    |
| вірменська      | 2         | 1.16%    |
| інші/не вказали | 5         | 2.89%    |
| Усього          | 173       | 100%     |